# Георги Силаги
Георги Атила Силаги (на унгарски: György Attila Szilágyi, Дьорд Силаги) е унгарски възрожденец, революционер, режисьор, един от основателите на аптекарското дело в България.

## Биография

#### Ранен живот и военна кариера
Георги Силаги е роден в град Бая, Средна Унгария около 1832 г., в католическо занаятчийско семейство. Завършва гимназия в родния си град и фармация в Будапеща. Едва отдал се на своята професия, избухва Великото Полско въстание (1861 – 1864 г.), което наново раздвижва свободолюбивия унгарски народ. Възпитан в идеите на революцията от 1848 – 1849 г., Силаги постъпва в унгарския доброволчески батальон и активно участва в борбата на поляците за национално освобождение през 1861 – 1862 г. След потушаването на въстанието, преследван от австрийските власти, той е принуден да напусне завинаги родината си.
Заминава за САЩ и участва като кавалерийски офицер в Гражданската война (1863 – 1864 г.) на страната на Северните щати.
По-късно се премества в Италия, а след разтурването на унгарския революционен легион търси убежище в Цариград. Тук през 1865 г. е приет на служба като аптекар в османската армия. Служи две години в Русе, където се оженва за Пауна Гюргова, с която имат трима сина – Атила, Борис, Михаил и две дъщери – Ружа и Еленка.

#### Аптека „Силаги“
През 1867 г. е преместен в Шуменския гарнизон, но скоро напуска службата си и отваря частна аптека в шуменската махала Варош – първата в града, снабдена и уредена по европейски образец. В нея на клиентите се предлагат много вносни лекарства. През своя дългогодишен престой в Шумен Силаги се свързва трайно с шуменското гражданство и се приобщава към неговия начин на живот. Той привлича около себе си революционно настроената интелигенция, на чиито освободителни идеи напълно симпатизира. Разказва за революционните движения на унгарци и поляци, за борбата с робовладелците в Америка, за живота на културните и свободни народи. Близостта му потърсил и председателят на местния революционен комитет Панайот Волов, който учи при него фехтовка.

#### Режисьорска кариера
Културен, с музикални дарби и художествен усет, Силаги оказва неоценима помощ на шуменската възрожденска общественост. През лятото на 1869 г. той се включва в инициативния
комитет, създаден от учителите и гражданството за възобновяване на заглъхналата дейност на местното читалище „Архангел Михаил“. Най-голям принос има Силаги в режисирането на театралните постановки. Заедно с Никола Патоев и Тодор Янев подготвя технически повечето от пиесите, играни на читалищната сцена. Всеки артист предварително минава пред неговия поглед. Той проверява и поправя дикцията, жестовете и движението на сцената. Спокоен, внимателен, Силаги не губи търпение и се занимава с актьорите за постигане на най-доброто възможно изпълнение. Силаги също е и сценограф. Той оформя декорите, сценичната уредба и украса на театралния салон за всяка пиеса. Неговата компетентна помощ подтиква читалищните дейци към всеотдайност за развитие на театралното дело в гр. Шумен.
Силаги участва най-активно в поставянето на сцената на повечето пиеси, които шуменският читалищен театър играе по това време – „Многострадална Геновева“, „Възцаряването на Крум Страшни“, „Покръщението на Преславския двор“, „Невянка“, „Изгубена Станка“,
„Иванко“ и др. В постановката на пиесата „Невянка“ от Никола Патоев дейно участие вземат Силаги и Тодор Джабаров. Представлението се очаквало с голямо нетърпение от шуменското гражданство. За да се даде възможност на повече посетители да присъстват на първото представление (27 декември 1871 г.), читалищното настоятелство използва залата на горното взаимно училище, побираща повече от 200 души. В представлението участват 18 актьори. „Невянка“ става любима пиеса на шуменци и е представяна много пъти не само до Освобождението, но и в началото на 80-те години на ХIХ век. Унгарецът взема дейно участие и в режисирането на шуменска сцена на най-сполучливото драматично произведение на Добри Войников „Криворазбраната цивилизация“. Първото представление е на 21 ноември 1871 г. и има бляскав успех. „Покръщението на Преславския двор“ е втората Войникова пиеса, играна в родния му град (9 януари 1872 г.). Режисьорите Тодор Джабаров и Силаги сполучливо разпределят ролите и водят подготовката и репетициите с голямо постоянство. Добрата уредба на сцената, богатите костюми и увлекателната игра на актьорите предизвикват възхищението на публиката. Поради големия ѝ успех, след една седмица, пиесата отново е представена. Войниковата пиеса „Възцаряването на Крум Страшни“ е поставена в края на 1873 г. по настояване на Шуменския революционен комитет. Над нея работят трима режисьори – Силаги, Тодор Ченчелиев и Харалан Ангелов. Подготовката на актьорите и репетициите се извършват през месец декември същата година при необикновено оживление на съпричастната публика, състояща се в по-голямата си част от членове на революционния комитет. А Панайот Волов, който изпълнява ролята на „страшния цар Крум“, спечелва сърцата на шуменската младеж.
Силаги и Тома Кърджиев са 18-а масонска степен в създадената от Иван Ведър първа масонска ложа в страната „Балканска звезда“ на 15 февруари 1880 г. Установявайки се за постоянно в големия крайдунавски град, на 19 февруари 1884 г. Силаги закупува 6, 5 дюлюма (1 дюлюм е равен на около 920 кв. м) лозе в русенското землище.
През 1897 г. помощник в аптеката му става най-малкият му син Михаил Силаги, завършил магистратура по фармация във Виена. През 1897 г. аптека „Силаги“ е настанена в партера на Българската кредитна банка „Гирдап“.
През 1900 г. организира свикания в гр. Русе на аптекарския научен конгрес, а през 1911 г. участва в основаването на Българското аптекарско кооперативно дружество – първата професионално – съсловна организация на фармацевтите в България. В продължение на години е в ръководството на дружеството.

#### Смърт
На 3 юни 1921 г. почива съпругата на Георги Силаги – Паулина. Георги Силаги затваря завинаги очи на 92-годишна възраст в
дома си в Русе на ул. „Военен клуб“ (днес ул. „Одрин“) на 10 януари 1923 г.

## Семейство
Георги Силаги е потомък на войводата Михай-Ержбейт Силаги, активен участник в борбата срещу турското нашествие в Европа. Сестрата на Михай е съпруга на Янош Хунияди – унгарски национален герой.
Женен е за Пауна Гюргова. Синовете му Михаил Силаги и Атила Силаги участват като офицери в Балканските войни и Първата световна война, достигат до чин полковник. Полковник Атила Силаги е една от жертвите на комунистическия атентат в църквата „Света Неделя“ на 16 април 1925 г.

## Цитирана литература
- Унгар, М., Саболу, О. История на Унгария. С., 1968, 64, 384
- Джумалиев, Г. Георг Силаги – културен и театрален деец в гр. Шумен през Възраждането. – В: в. Коларовградска борба, Коларовград, №62, 15 август 1956. Според родовото предание, Елизабет Силаги била кралица на Унгария, т.е. родът на Георг Силаги бил благороднически. – Вж. Тавит, Х. Михаил Силаги – доайенът на русенските аптекари. – В: сп. Пристан, Русе, ноември 2003, №11, с. 7 Интересен факт е, че на 10 ноември 1444 г. в битката срещу турците при Варна в съюзената християнска коалиция също се среща фамилията Силаги. Войската на полския крал Владислав III Ягело заема центъра на бойния ред. Ян Хуниади дясното, а Кара Михаил – лявото крило (в североизточния край на езерното крайбрежие до мястото, където днес се отклонява пътят от Варненското шосе за с. Голяма Франга – дн. с. Каменар). В състава му влезли 5 унгарски знамена (отряди, полкове, бандери), образувани от наемници от Унгария и Трансилвания от Ян Хуниади и участващите в похода унгарски барони. За командващ на лявото крило Хуниади поставил шурея си Михаил Силаги (известен още като Кара Михаил). Но първият удар на турците се стоварил именно върху лявото крило на кръстоносната армия и мнозина от бойците и водачите на отделните отряди намерили смъртта си в близките блата. – Вж. Попов, С. Битката край Варна през 1444 г. – В: ВИС, 1995, № 6, 15, 18
- Джумалиев, Г. Старото читалище „Архангел Михаил“ (гр. Шумен) – средище на театрална дейност през епохата на Възраждането (1856 – 1878 г.). – В: Юб. Сб. Сто години Народно читалище „Добри Войников“ Коларовград 1856 – 1956. С., 1958, с. 152; Станчев, Ст. Читалище „Добри Войников“ в своята стогодишна история. – В: Юб. сб. Сто години Народно читалище „Добри Войников“…, с. 19
- Джумалиев, Г. Георг Силаги – културен и театрален деец…
- Бакърджиева, Т., Ст. Йорданов. Русе. Пространство и история (края на ХIV в. – 70-те години на ХIХ в.) Градоустройство, инфраструктура, обекти. Русе, 2001, с. 185. Вероятно добавката към фирмата на аптеката – „на унгарската корона“, е направена предвид благородническото, кралското потекло на притежателя ѝ Георг Силаги
- Радков, Ив. Масонството в Русе. Русе, 2003, 25 – 26